# تشملینی
تشملینی (به چکی: Čmelíny) یک منطقهٔ مسکونی در جمهوری چک است که در Plzeň-South District واقع شده‌است. تشملینی ۴٫۶۵ کیلومتر مربع مساحت و ۱۱۷ نفر جمعیت دارد و ۴۴۴ متر بالاتر از سطح دریا واقع شده‌است.